# Miguel Rincón y Rodríguez
Miguel Antonio Manuel Rincón y Rodríguez de la Roca (Chacas, 8 de enero de 1782 Corregimiento de Conchucos, actual Áncash; 1775 - Chacas; 1835) fue un militar y político peruano con destacada actuación durante la Independencia del Perú entre 1818 y 1825. Se desempeñó como capitán de caballería, alcalde del distrito de Chacas, juez y gobernador de Conchucos Alto.

## Biografía
Miguel Rincón nació en el pueblo ancashino de Chacas en 1782. Miembro de una importante familia española asentada en el pueblo en la década de 1770; fue hijo del militar navarro Miguel Rincón y Rodríguez de Garay, quien fue administrador de correos y comandante de caballería del Partido de Conchucos Alto entre 1770 y 1885, en ese entonces perteneciente al corregimiento del mismo nombre en el Virreinato del Perú. 
En 1813 fue uno de los electores de la parroquia de Chacas designados por la Corona española, con la finalidad de cumplir con la Constitución de Cádiz, que permitió, por vez primera, la elección de dos representantes en la alcaldía de la parroquia mediante voto libre y secreto. Pocos años después, entre 1815 y 1819, se alineo con los independistas e integró uno de los frentes de la Junta Patriótica de Huaraz, en cuya cúpula de origen clandestino, se encontraba también el sacerdote de Chacas, José María del Piélago y varios funcionarios y militares huaracinos.

### Independencia del Perú
Ya en el bando patriota, Rincón tuvo destacada actuación con el ejército patriota durante la Guerra de Independencia, alzándose como comandante general de caballería de Conchucos Sur en 1821. Junto a su tropa, arrestó y condujo a más de 60 españoles de Conchucos hacia el cuartel general de San Martín en Huaura, de donde serían embarcados a España si no se alineaban al nuevo gobierno independiente. En reconocimiento a su intensa actividad militar, fue nombrado gobernador y comandante general de Conchucos Alto tras la Independencia del Perú. 
También, lideró el acopio de provisiones para el Ejército Unido Libertador del Perú durante su permanencia en el Callejón de Huaylas:

[...] El 12 de marzo de 1824, el pueblo de Chacas remitió en forma pormenorizada el envío de 32 caballos, 367 cabezas de carneros, 81 cabezas de ganado, granos, harina, papas, sal, etc. [...]Lista del Cap. Miguel Rincón (1824).

### Familia
En 1801 se casó con la dama chacasina María de Aranda y Andagua con la que tuvo 4 hijos, de los que destacó Manuel Fernando Rincón de Aranda, militar y político quien se desempeñó como alcalde de Chacas y diputado por Huari para el Congreso Constituyente de 1839. De quien descienden Fernando Rincón Amez, vocal de la Corte Superior de Justicia de Áncash y diputado de la República entre 1898 y 1900, y su hijo Fernando Rincón Jaramillo, director general de la Guardia Civil del Perú.